# Bayport, New York

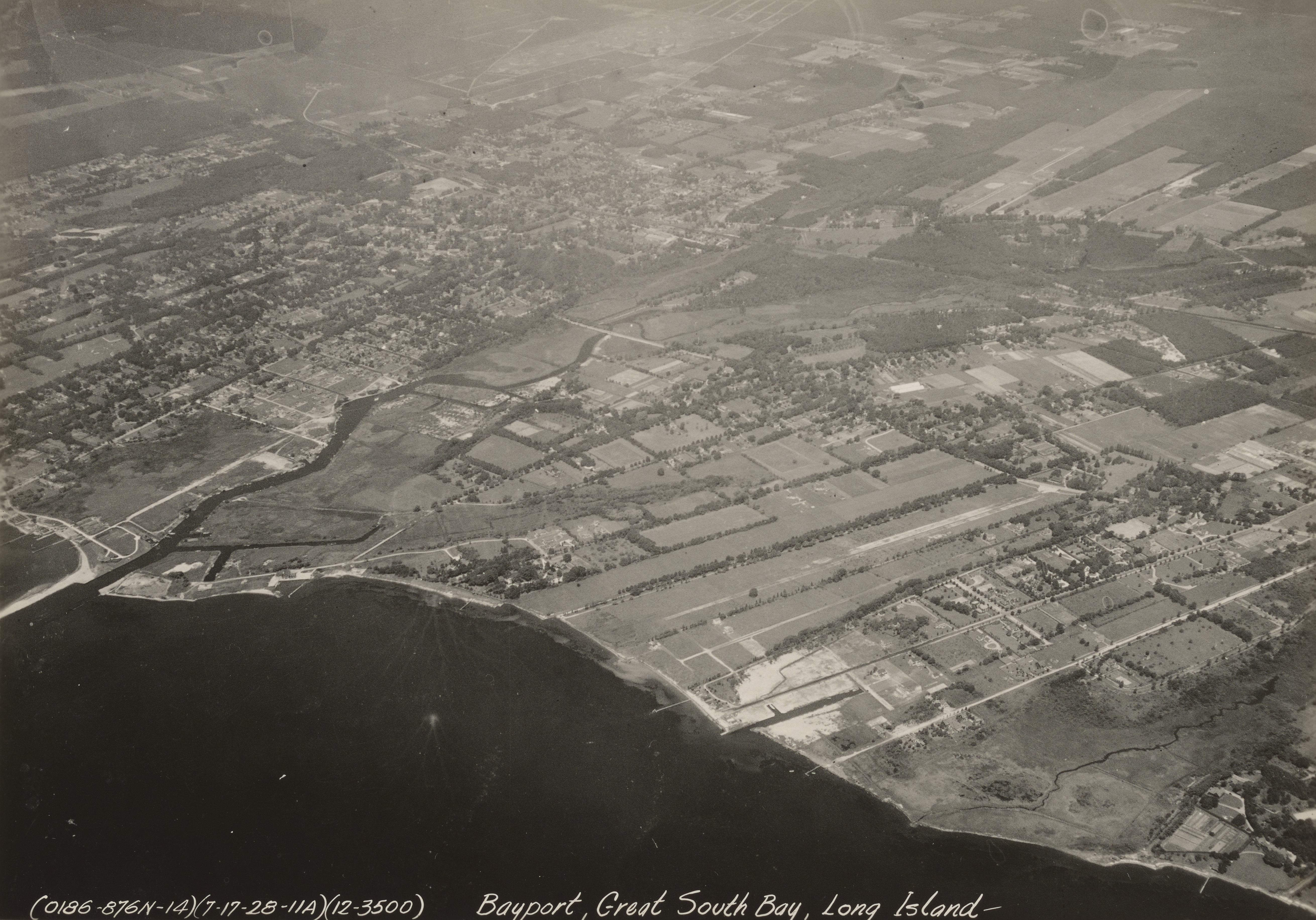
Bayport în 1930

Bayport este un cătun și loc desemnat de recensământ (CDP) în orașul Islip, comitatul Suffolk, New York, Statele Unite ale Americii, situat pe Long Island. Populația era de 8.609 de locuitori la recensământul din 2020. 
Bayport se află în partea de sud-est a orașului Islip.

## Geografie
Comunitatea se învecinează cu Great South Bay, Sayville și cătunul Blue Point.
Bayport este situat la 40°44′52″N 73°3′15″V / 40.74778°N 73.05417°V (40.747858, -73.054216).
Potrivit Biroului de Recensământ al Statelor Unite, CDP are o suprafață totală de 9,8 kilometri pătrați, din care 9,6 kilometri pătrați este teren și 0,3 kilometri pătrați (2,37%) este apă.

## Demografie
Conform recensământului din 2020 al Statelor Unite, Bayport avea o populație de 8.609 locuitori, distribuiți în 3.358 de gospodării. Densitatea medie a populației era de 2,61 persoane pe gospodărie.
Pe vârste, populația era distribuită astfel: 5,1% sub 5 ani, 18,3% sub 18 ani și 18,0% 65 de ani și peste. 50,2% din populație erau femei. Din punct de vedere rasial, populația era formată din 89,5% albi, 2,6% negri sau afro-americani, 0,1% indieni americani sau nativi din Alaska, 1,6% asiatici, 3,5% multirasiali și 7,6% hispanici sau latino.
Rata locuințelor ocupate de proprietari a fost de 77,0%. Prețul mediu al unei locuințe ocupate de proprietari a fost de 496.400 USD. Costurile lunare medii selectate cu ipotecă au fost de 3.527 USD, iar costurile lunare medii selectate fără ipotecă au fost de peste 1.500 USD. Chiria medie brută a fost de 1.681 USD. 91,6% dintre gospodării aveau un computer și 90,5% aveau un abonament la internet în bandă largă. Venitul mediu al gospodăriei a fost de 114.674 USD, iar venitul pe cap de locuitor pentru 12 luni a fost de 55.195 USD. 7,1% din populație trăia sub pragul sărăciei.

## Serviciile de urgență

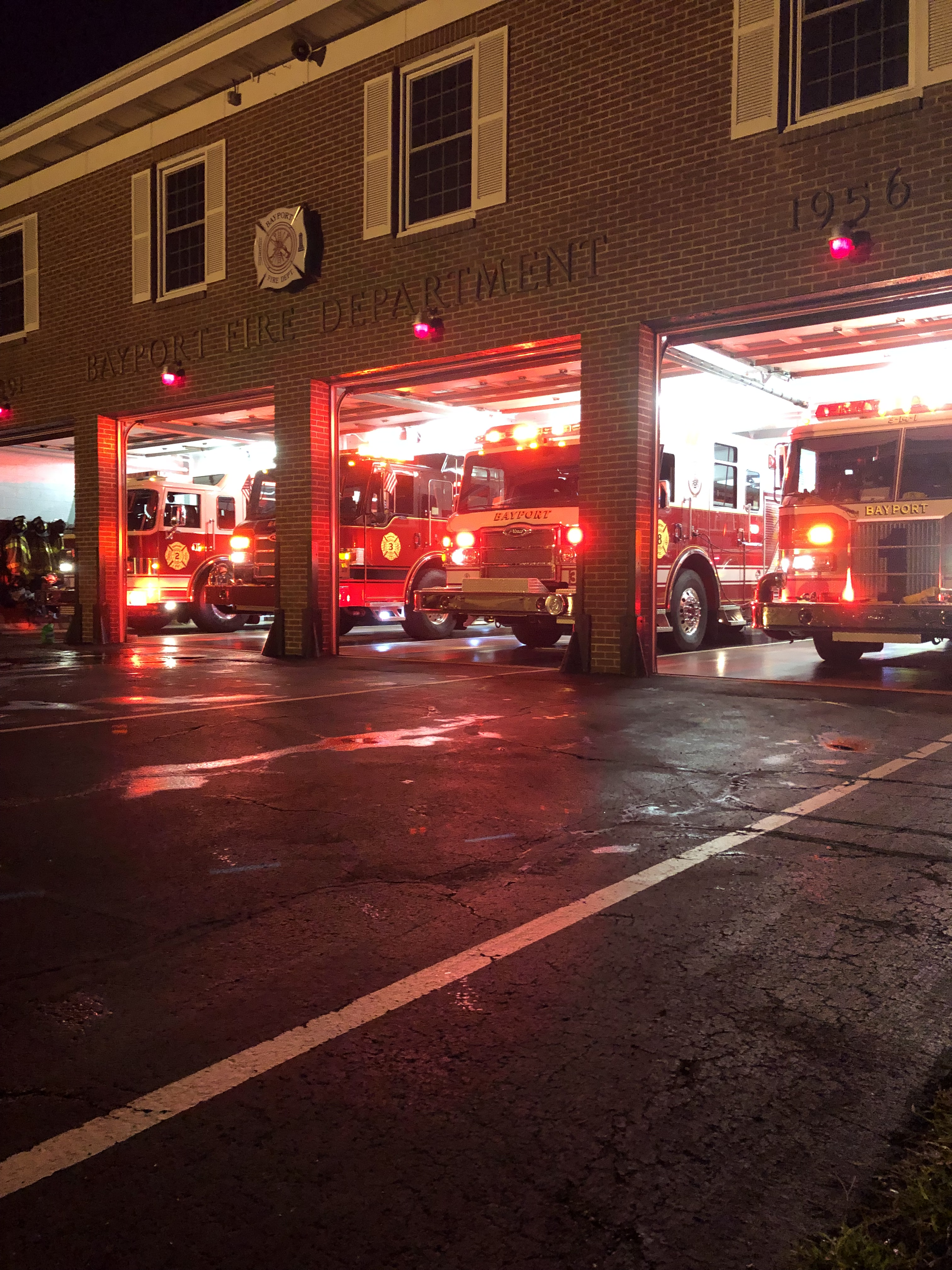
Sediul Departamentului de Pompieri Bayport

### Siguranța împotriva incendiilor
Protecția împotriva incendiilor în Bayport este asigurată de Departamentul de Pompieri Bayport, situat pe Bulevardul Snedecor 251, la intersecția cu Strada Railroad. Departamentul face parte din sistemul de Salvare și Urgență a Pompierilor din Comitatul Suffolk și poate fi contactat la numerele de telefon 3-14-0. Pe lângă stingerea incendiilor, Departamentul de Pompieri Bayport intervine și în caz de accidente rutiere, solicitări de salvare, urgențe legate de apă, incidente cu materiale periculoase și oferă prim ajutor în caz de apeluri EMS cu prioritate ridicată, cum ar fi stopuri cardiace, sufocare etc.
Departamentul de Pompieri Bayport a fost înființat pe 15 august 1891, sub numele de Bayport Hose Company, cu 18 membri. Charles R. Post a fost numit șef. Un teren situat pe latura nordică a drumului Middle, lângă Shands (Little Albert's), a fost achiziționat de la I. S. Snedecor pentru 500 de dolari, iar o casă de pompieri a fost construită pe terenul respectiv pentru 3.000 de dolari. Clădirea a fost prevăzută cu o clopotniță, care a fost ulterior demolată în 1941. Această clădire a fost vândută lui Arthur Shand, iar o nouă casă de pompieri a fost construită pe Bulevardul Snedecor și Strada Railroad în 1956, unde se află și astăzi. În 1896, departamentul a achiziționat un camion cu scară și cârlig, care era atât de greu încât nu existau suficienți membri care să-l tragă la incendiu. Acest lucru a condus la crearea Companiei Hook and Ladder, iar ulterior la schimbarea numelui departamentului în Departamentul de Pompieri Bayport.
Înainte de al Doilea Război Mondial, a fost creată o a treia companie, Engine Company No.1. Cu toate acestea, în timpul celui de-al Doilea Război Mondial, companiile interdepartamentale s-au desființat temporar, fiind reînființate la sfârșitul războiului. În 1955, districtul de pompieri Bayport a achiziționat primul său autocamion de pompieri nou, un Mack 750 GPM din 1955. În 1991, acest vehicul a fost retras din serviciul activ și vândut Departamentului de Pompieri Bayport pentru un dolar (SUA). În 2006, camionul a fost supus unei renovări minore în starea sa originală, folia de aur fiind înlocuită și curățat intens. Astăzi, BFD are aproximativ 120 de membri, dintre care 70-85 sunt activi, și are un timp mediu de răspuns de patru minute. În prezent, există patru companii (Hose Company, Hook and Ladder Company, Engine Company and Fire Police Company) cu două echipe (Salvare și Salvare pe Apă).
În anii 1800, departamentele de pompieri aveau, în general, uniforme similare. Pantalonii erau negri sau bleumarin, iar cămașa era roșie din lână, cu piept negru, însemne albe și centuri din piele lacuită. Astăzi, membrii Departamentului de Pompieri Bayport continuă să poarte uniforma originală și, din câte știu ei, sunt singurul departament de pompieri din statul New York care procedează astfel (cu excepția trupei Departamentului de Pompieri Brentwood).

#### Echipa de Salvare pe Apă

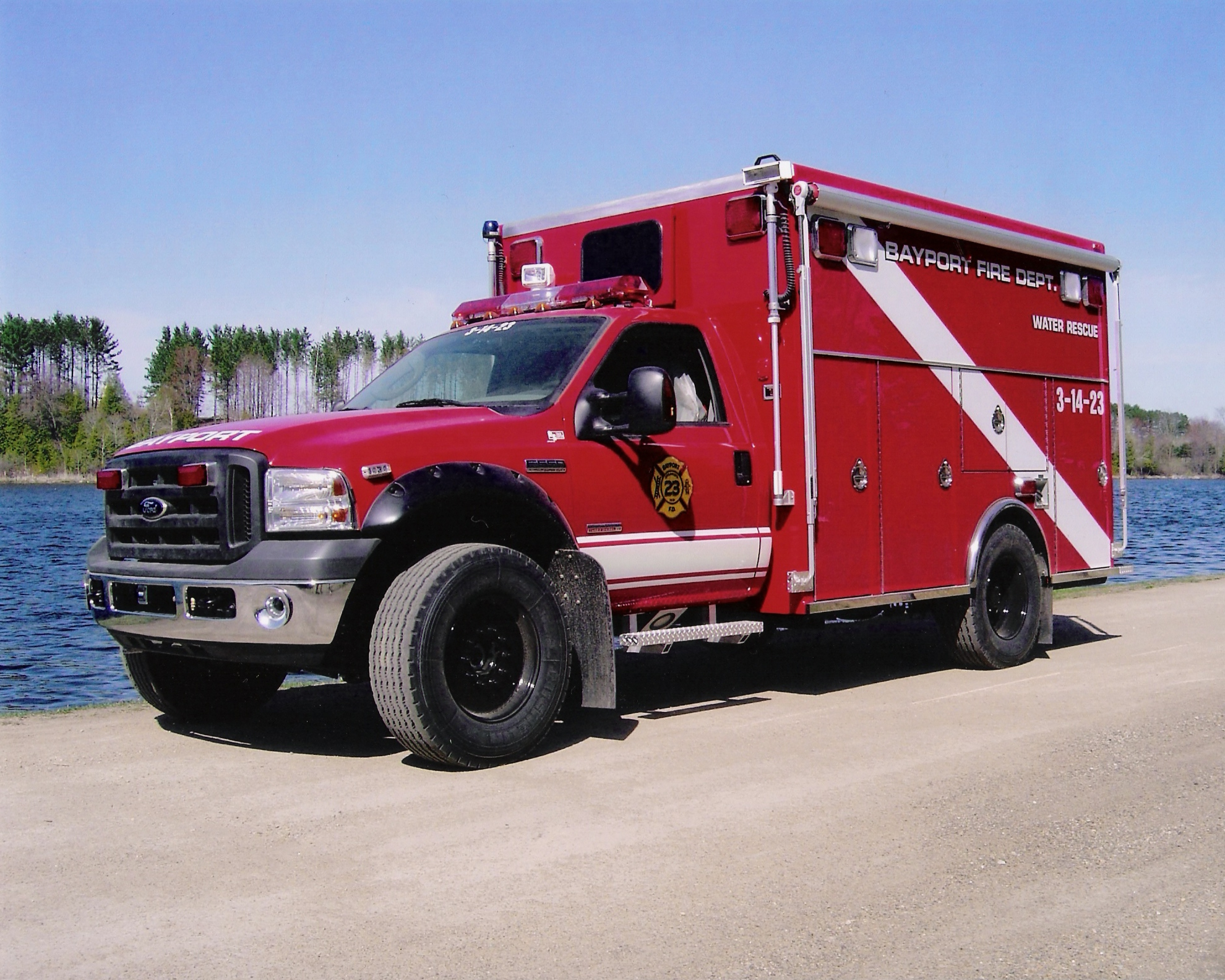
Camion de salvare pe apă 2006

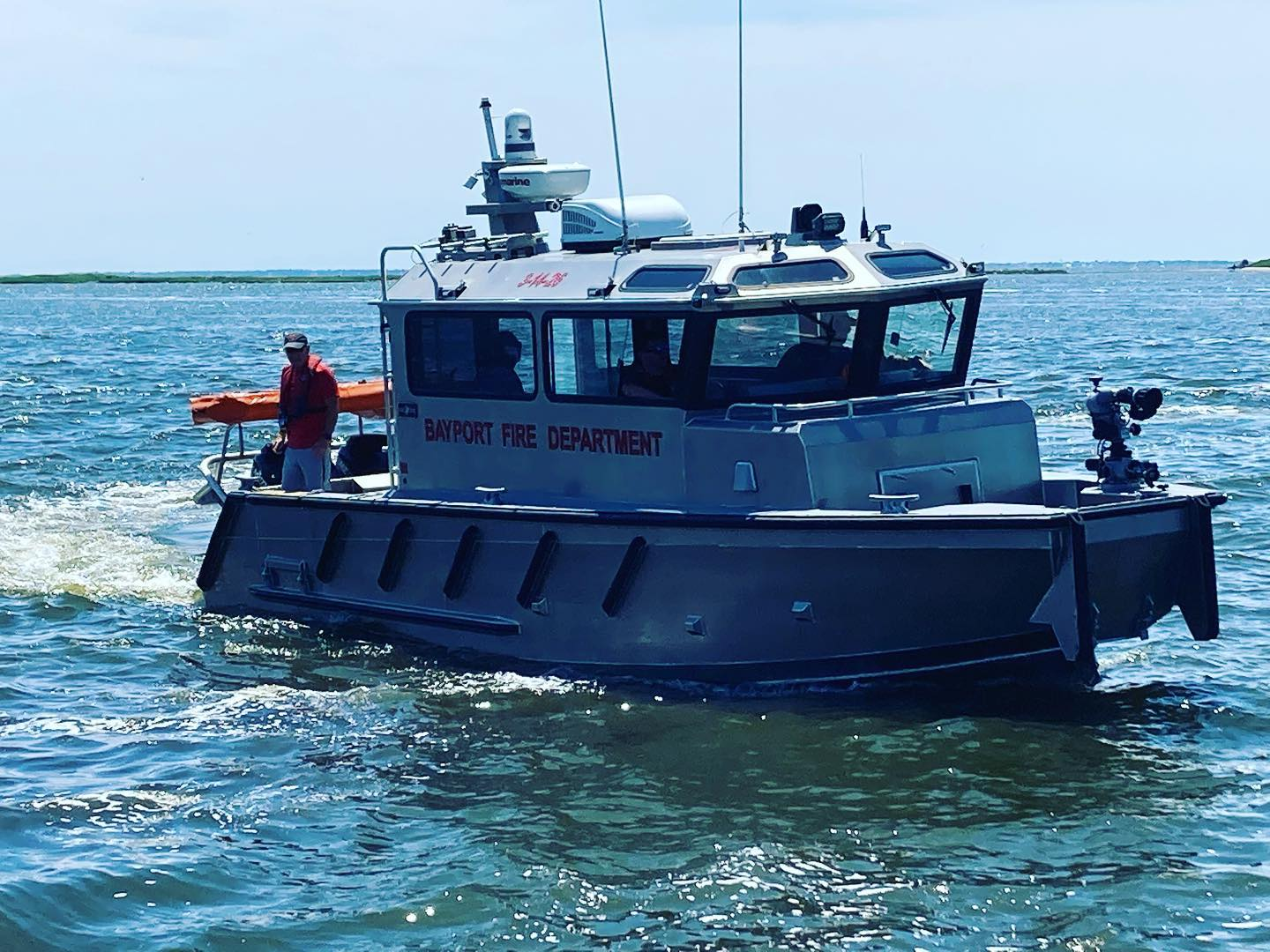
Barcă de salvare împotriva incendiilor din seria Silvership Endeavour 2021

Formată în 1991 de membri ai departamentului și ai companiilor, echipa BFD Dive sau SCUBA a fost creată cu specializare în salvări subacvatice, bazându-se pe tehnici de scufundări recreative adaptate operațiunilor de salvare. La început, echipa era una dintre cele mai mari din comitatul Suffolk, fiind formată din scafandri certificați. În 2000, districtul de pompieri a achiziționat o barcă de salvare Zodiac Hurricane 580 de 6 metri. Aceasta urma să fie utilizată împreună cu barca de salvare Avon mai mică, de 3 metri, care nu era suficientă pentru salvările offshore în Great South Bay. În scurt timp, departamentul a observat o creștere semnificativă a alarmelor de salvare pe apă, de la aproximativ 1 sau 2 pe an la între 30 și 40. Echipa s-a reorganizat rapid și a inițiat pregătirea avansată în scufundări pentru siguranță publică, salvări de suprafață și salvări pe gheață, obținând certificări recunoscute la nivel național. În 2005, au fost făcuți doi pași importanți cu privire la echipă: În primul rând, a fost înființat un nou comitet pentru camioane și a fost atribuit un contract de licitație companiei Marion Body Works din Wisconsin pentru construirea unui camion specializat de salvare pe apă (livrat în mai 2006). În al doilea rând, Zodiac-ul a fost echipat cu un top personalizat, un parbriz mai mare, șine de prindere personalizate, radar, GPS nou, radio de incendiu noi și iluminare nouă. Cu ajutorul planurilor de asistență reciprocă, zona de răspuns a echipei de salvare pe apă s-a extins până la Patchogue Bay la est, Heckscher State Park la vest și Fire Island la sud. În 2021, departamentul a pus în funcțiune o nouă barcă de pompieri. Un Endeavour de 9 metri construit la comandă de Silver Ships în Alabama. Propulsată de două motoare outboard Mercury Verado de 350 CP, nava este echipată cu aer condiționat și căldură, o pompă de incendiu cu monitor de prova, un sistem radar/hartă/sonar Raymarine și un sistem FLIR.

### Ambulanță și altele

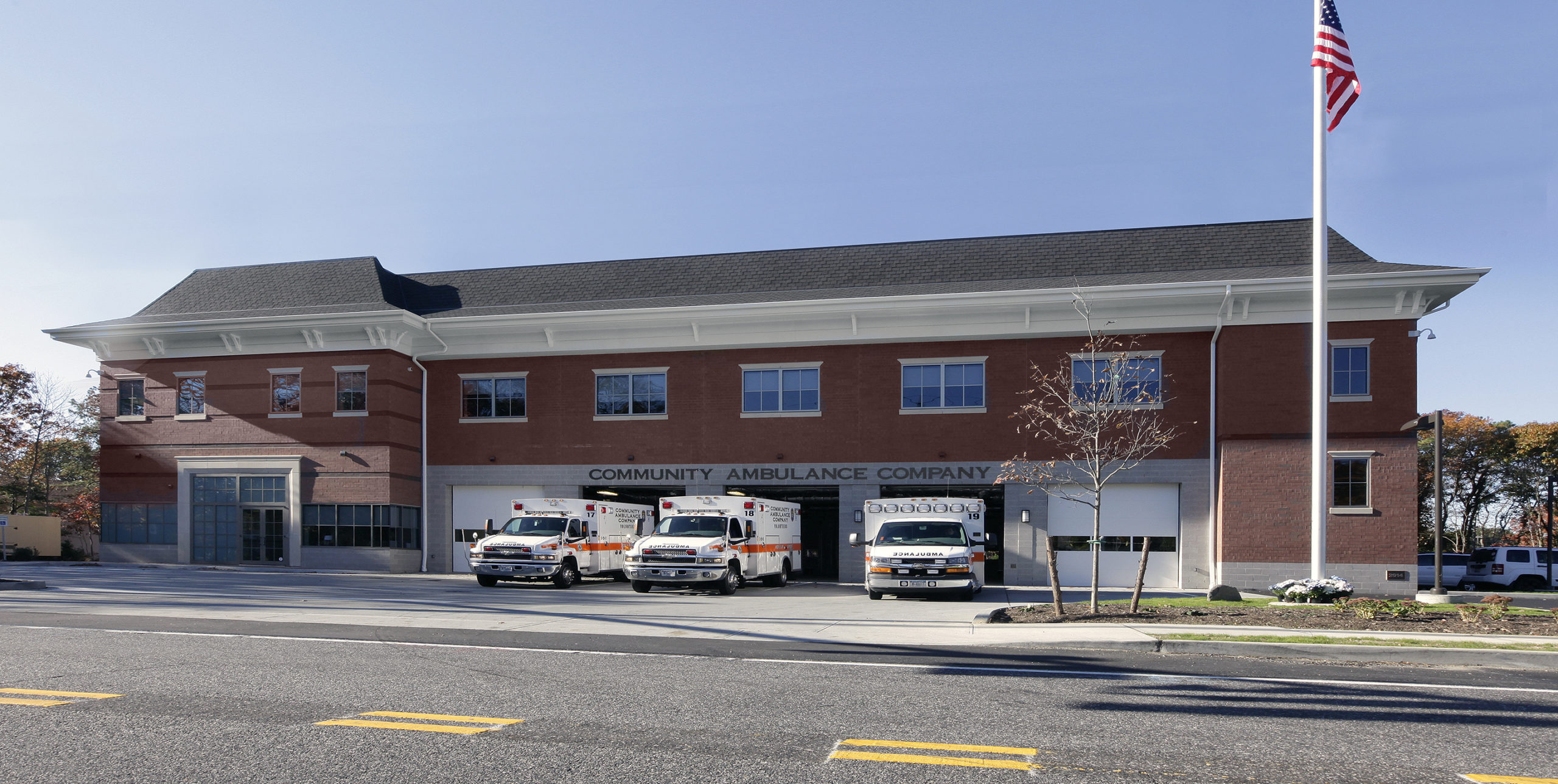
Centrul de Ambulanță Comunitară din Sayville.

Serviciul de urgență medicală (EMS)/serviciul de ambulanță este asigurat de Community Volunteer Ambulance Co. situată în Sayville. Această companie acoperă, pe lângă Sayville și Bayport, și comunitățile West Sayville, Bohemia și Oakdale. Serviciile de poliție sunt furnizate de Secția a 5-a a Poliției Comitatului Suffolk.

## Educație
Bayport este deservit de Districtul Școlar Bayport-Blue Point, care cuprinde un liceu (Liceul Bayport-Blue Point), o școală gimnazială (Școala Gimnazială James Wilson Young) și trei școli elementare: Școala Elementară Academy Street, Școala Elementară Sylvan Avenue și Școala Elementară Blue Point.

## Bibliotecă
Bayport este deservit de Biblioteca Publică Bayport-Blue Point. Biblioteca Publică Bayport-Blue Point a fost înființată în 1935 ca proiect al Asociației Părinților și Profesorilor din Blue Point, sub denumirea de Biblioteca Publică Blue Point. Când districtele școlare Bayport și Blue Point au fuzionat în 1952, biblioteca a devenit oficial Biblioteca Bayport-Blue Point. Această bibliotecă publică este sub supravegherea Departamentului de Educație al Statului New York și face parte din districtul școlar. Colecția bibliotecii a pornit de la cărți donate. Tradiția spune că aceste cărți au fost adunate cu roaba, casă cu casă. Astăzi, sigla bibliotecii este o roabă cu cărți, care aduce un omagiu începuturilor instituției. Biblioteca a fost găzduită inițial într-o cameră a Școlii Blue Point (acum Școala Elementară Blue Point) înainte de a se muta în diverse locații, inclusiv clădirea care acum găzduiește Blue Point Liquor Store și case de pe Blue Point Avenue. În 1957, clădirea actuală a fost construită la adresa 203 Blue Point Avenue. Două completări la clădire au făcut ca aceasta să fie de aproape trei ori mai mare decât dimensiunea sa inițială. Biblioteca a fost condusă în întregime de voluntari până în 1970, devenind una dintre ultimele biblioteci conduse de voluntari din statul New York.
Pe 6 decembrie 2018, alegătorii din districtul școlar Bayport-Blue Point au aprobat achiziționarea Centrului St. Ursula de pe Middle Road 186 din Blue Point pentru suma de 3,65 milioane USD, cu scopul de a-l transforma în viitoarea casă a Bibliotecii Publice Bayport-Blue Point. Mănăstirea, care a servit ca noviciat, centru de retragere și, cel mai recent, casă de bătrâni pentru Surorile Ursuline din Tildonk, va fi supusă unei renovări de 13.197.800 USD. Obiectivul este transformarea clădirii într-o bibliotecă publică de 28.000 de metri pătrați, care va oferi programe suplimentare, spațiu de colecție, tehnologie de ultimă oră, o grădină comunitară în aer liber și multe altele.

## Aerodrom
Bayport găzduiește unul dintre puținele aerodromuri rămase pe Long Island. Bayport Aerodrome Society este o organizație non-profit înființată în 1972. Membrii săi sunt pasionați de aviație și de conservarea istoriei aviatice, fiind compuși din profesioniști din domeniu și din persoane interesate. Ei își împărtășesc pasiunea cu comunitatea prin oferirea de tururi ale Aerodromului și ale muzeului viu.

## În ficțiune
Orașul fictiv Bayport din seria de cărți și emisiunea TV The Hardy Boys este vag inspirat din Bayport, New York.

## Persoane notabile
- Troy Donahue
- Andrew Garbarino
- Sal LoCascio
- Parcurile Lewis Smith
- Herbert Kelcey
- Effie Shannon
- Jeff Bilyk
- Steve Levy (politician)
- Régis de Trobriand
- Josef Maleček
- Patrick Cannone
- Stephen Edward Smith
- Paul E. Harenberg
- Ernest EL Hammer
- George Murray Hulbert

|                                                                     |
| Uniforme originale din 1891 ale Departamentului de Pompieri Bayport |

|                                                                   |
| Barcă de salvare anterioară a Departamentului de Pompieri Bayport |

|                                                                                                   |
| Camioane ale echipelor de salvare pe apă din 1971 și 2006 ale Departamentului de Pompieri Bayport |

|                                                                |
| Pârâul Homan din Bayport, cu vedere spre sud, spre Insula Fire |